# Iko Iko
«Iko Iko» — новоорлеанська музична композиція, відома завдяки своїм кавер-версіям. Ця пісня, під оригінальною назвою «Jock-A-Mo», була написана і випущена як сингл у 1953 році Sugar Boy and his Cane Cutters (гуртом Джеймса «Sugar Boy» Кроуфорда). 
Пісня стала популярною в 1965 році, завдяки ґьорл-гурту The Dixie Cups, яка випустила міжнародний хіт «Iko Iko». У 1967 році в рамках врегулювання позову між Sugar Boy and his Cane Cutters та The Dixie Cups, тріо отримали частину прав на пісню. У 1972 році Dr. John випустив незначний хіт «Iko Iko». Найбільшої популярності пісня набула у 1982 році в виконанні Наташи Ігленд (Natasha England), потрапивши до топ 10. Після цього «Iko Iko» ставав міжнародним хітом двічі: вперше в 1980-х в виконанні The Belle Stars, а у 2001 році завдяки Captain Jack.